# Bossofala
Bossofala is een gemeente (commune) in de regio Koulikoro in Mali. De gemeente telt 17.000 inwoners (2009).